# Tracy Caulkinsová
Tracy Anne Caulkinsová, provdaná Stockwellová (* 11. ledna 1963 Winona) je bývalá americká plavkyně. Zvládala na špičkové úrovni všechny plavecké styly. Byla členkou Nashville Aquatic Clubu a od roku 1982 reprezentovala univerzitní tým Florida Gators.
Na mistrovství světa v plavání v roce 1978 získala pět zlatých medailí: na 200 m motýlek, 200 m polohový závod, 400 m polohový závod, 4×100 m volný způsob a 4×100 m polohový závod. Čtyři zlaté medaile získala na Panamerických hrách v roce 1979 (oba polohové závody a obě štafety), na Univerziádě 1979 vyhrála 100 m volný způsob a kraulařskou i polohovou štafetu. Letních olympijských her 1980 v Moskvě se kvůli americkému bojkotu nezúčastnila. Na MS 1982 získala dvě bronzové medaile v polohovkách, dvě prvenství vybojovala na Panamerických hrách 1983 a na domácích LOH 1984, kde byla kapitánkou americké plavecké reprezentace, se stala trojnásobnou šampiónkou (200 m polohový závod, 400 m polohový závod a štafeta) a skončila čtvrtá ve finále na 100 m prsa. Po olympiádě ukončila aktivní kariéru.
Byla čtyřikrát světovou rekordmankou v individuálních závodech a dvakrát ve štafetách. Získala 46 titulů mistryně USA a vytvořila 63 národních rekordů.
V patnácti letech se stala nejmladší nositelkou ocenění James E. Sullivan Award. V roce 1978 vyhrála anketu United Press International o světovou sportovkyni, v roce 1984 ji Olympijský výbor Spojených států amerických vyhlásil ženou roku a v roce 1990 byla jmenována do International Swimming Hall of Fame.
V roce 1991 se provdala za australského plaveckého reprezentanta Marka Stockwella a odstěhovala se do Queenslandu. Působí ve vedení organizace Swimming Australia. V roce 2008 jí byl udělen Řád Austrálie.